# Bajocasses
Les Bajocasses ou Baïocasses sont un peuple celtique armoricain qui a donné son nom à la ville de Bayeux (Calvados) et au pays du Bessin.

## Étymologie

L'origine du nom est mal assurée : il viendrait de *Badio-cassi ou plutôt *Bodio-cassi. Il est basé sur le terme gaulois casse (distinct de cassi-) sans étymologie clairement définie, mais qu'on retrouve dans le nom d'autres peuples du nord de la Gaule Veliocassi (Vexin), Viducassi (Vieux), etc. et peut-être aussi dans le nom du chêne de *cassano- ou *cassino-. Pierre-Yves Lambert y voit le sens d'enchevêtré en faisant le parallèle avec le vieil irlandais cas, tordu, enchevêtré, bouclé. On compare aussi Bodio-casses au vieil irlandais Buide-chass « aux boucles blondes ». Le sens de l’ethnonyme pourrait être « (ceux qui ont) la chevelure blonde » ou plus précisément « (ceux qui ont) des boucles blondes », nom qui s'explique par la coiffure particulière des celtes.

## Histoire

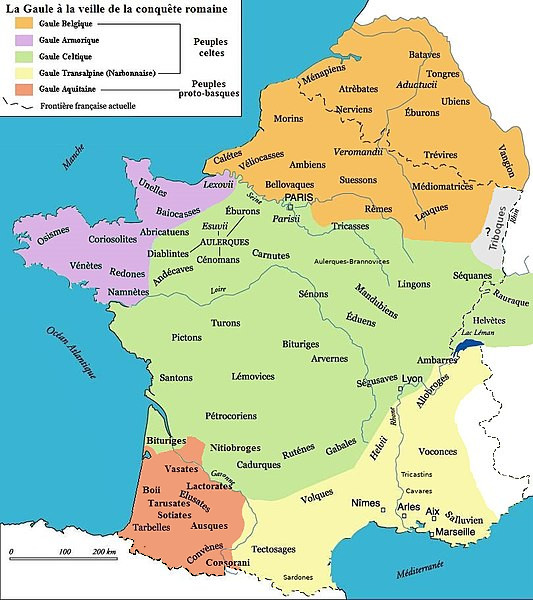
Les Bajocasses au sein de la Confédération armoricaine.

Ils ne sont pas mentionnés dans la Guerre des Gaules de Jules César et n'apparaissent dans les textes qu'à partir du Ier siècle apr. J.-C..
Les Baïocasses, dont le symbole est la lyre, occupent le Bessin et l'ouest du Calvados actuel, et ont pour voisins les Unelles à l'ouest et au sud, les Viducasses à l'est. Ils font partie de la Confédération armoricaine.
Dans l'Empire romain, la cité des Baïocasses fait d'abord partie de la province de Lyonnaise (chef-lieu : Lyon), puis après les réformes de Dioclétien et Constantin, de la Lyonnaise seconde (chef-lieu : Rouen). Le chef-lieu de la cité est Augustodurum, aujourd'hui Bayeux.
Au Bas-Empire romain, la cité des Viducasses est rattachée à celle des Baïocasses, accentuant le déclin d'Aregenua, capitale des Viducasses.